# 伯明翰大学
伯明翰大学（英語：University of Birmingham）是一所于1825年创立在英格兰伯明翰市的英國大學。作为英国第一所建立于第一次工业革命时期发源地的“红砖大学”，在英王圣乔治四世摄政王时期（The Regency Era of Saint George IV）成立，是英格兰地区仅次牛津、剑桥、曼大的第二古老的红砖六校之一。该大学的历史可追溯至起源于1765-1813年英王圣乔治三世时期（The Era of Saint George III）成立的伯明翰月神圣学会(Saint Lunar Academy Society of Birmingham) （页面存档备份，存于）詹姆斯·瓦特和马修·博尔顿在伯明翰合作优化改良蒸汽机。该学会还包括进化论创始人查尔斯·达尔文的祖父埃拉斯谟·达尔文，以及氧气的发现者约瑟夫·普里斯特里等著名人物。该协会科学启蒙直接影响到后期伯明翰医学院的建立以及自1813年后近代伯明翰大学重建该学会。
1767年冬至1768年，伯明翰首位外科医生John Tomlinson在伯明翰联盟济贫院医务所进行了医学教学，这是英国首次在伦敦与苏格兰以外的地方进行医学教育。
1779年，伯明翰联盟济贫院医务所发展为综合医院，临床教育开展。
1825年12月，William Sands Cox开始在此医院进行教学，并开始推动建立医学院。
伯明翰大学亦爲英國頂尖工科學府拥有11位诺贝尔奖获得者。作为羅素大學集團 (Russell Group) 创始成员之一，该大学的历史还包括创立于1825年的伯明翰藥理與外科医学院（The Birmingham School of Medicine and Surgery）以及後來的梅森理學院（Mason Science College）。前英國首相斯坦利·鮑德溫和內維爾·張伯倫都是此校在梅森理學院時期的校友，另前英國首相安東尼·艾登則是1945-1973年之間的本校校監。
大學裏有一座100公尺高的红色钟塔，約瑟夫·錢柏林鐘塔，不僅是校園中一座标志性建筑，亦為目前世界最高的獨立鐘塔。校中傳言指學生在鐘塔響起時於底部穿過會在該學年不合格。伯明罕大學擁有巴柏美術館，館藏有文森·梵谷、巴勃羅·畢卡索、克洛德·莫內的作品。莎士比亚学院；吉百利研究图书馆，明加纳中东手稿收藏。明加纳藏品中的一份《古兰经》手抄本被鉴定为现存最古老的手抄本之一，写于 568 年至 645 年之间。拉普沃茲地質學博物館以及約瑟夫·錢柏林鐘塔，都是伯明罕市知名景點。
伯明翰大學在2008年全英RAE的评比中：全校15.8%的研究达到了世界领先（即4*），42.6%的研究达到了国际优秀水平（即3*）。在2025年QS世界大學排名中，位列全英第20名、世界第80名。在2021年QS世界大學排名中，位列全英第12名、世界第87名。2025年的泰晤士高等教育世界大學排名中，位列世界第93名。
在學術研究方面，伯明翰大學的研究成果包括成功研制代替心脏运行的塑料心脏、维生素C的合成、利用微波为雷达提供动力、过敏性疫苗的应用、人工血主要组成部分的合成、遗传学发展下动植物养殖技术等。伯明翰大學一共走出了11位诺贝尔奖得主和3位英国首相。

## 沿革
伯明罕大學前身為伯明罕醫學院（Birmingham Medical School）和梅森理學院（Mason Science College），兩校在1900年合併後，成立伯明罕大學。

### 伯明罕醫學院/女王學院
伯明罕大學可溯源至女王學院時期，由William Sands Cox在1825年所成立的聖公會伯明罕藥理與外科醫學院（簡稱伯明罕醫學院）。該校嚴守教會規條，與倫敦的醫學院不同。1836升格為皇家伯明罕藥理與外科醫學院，1843年獲得皇家特許狀，被認可為女王學院。伯明罕早期的醫學教育紀錄，是由伯明罕首位外科醫生，在伯明罕濟貧院醫務所的John Tomlinson開始進行，濟貧院後來也成為綜合醫院。這些課程是首次在倫敦或南蘇格蘭邊境以外的地方開課，第一次是溯源到1767-1768年冬天。1779年的醫學與外科實習醫生開始在綜合醫院接受臨床教育。雖然醫學院原本是由濟貧院發軔，但是1825年12月Cox才開始進行教學，至此時維多利亞女王同意捐獻贊助臨床教學醫院，並特許其改名為女王醫院，也是英格蘭第一間地方教學醫院。而伯明罕醫學院則改名為女王學院。

### 梅森理學院
1870年，身兼伯明罕的實業家與慈善家，以生產鑰匙圈、筆、筆芯、電鍍致富的約書亞·梅森爵士起草梅森理學院的創立契約，並於1875年創立梅森理學院。此教育機構最後成為伯明罕大學的核心。1882年，化學系、植物學系、生理學系轉入梅森理學院，接著又成立物理系、比較解剖學系，這些來自醫學院的科系移轉，促使學院更具影響力，因而1896年轉為大學等級學院。結果，1897年的梅森大學學院法促使梅森大學學院於1898年1月1日成立，約瑟夫·張伯倫成為首任行政首長。

### 皇家特許狀
約瑟夫·張伯倫被公認是伯明罕大學的創立者，主要是因為他孜孜矻矻的精神與努力，最終促使維多利亞女王於1900年3月24日同意頒布皇家特許狀。卡索普家族於同年7月捐出位於伯恩布魯克區的25英畝土地（大約10公頃）。行政主管於1900年收到伯明罕大學法案，並且於5月31日使皇家特許狀生效。因此，伯明罕大學成為第一所紅磚大學；不過有幾所其他大學也自稱為第一所紅磚大學。
從梅森大學學院過渡到新的伯明罕大學，是由校監約瑟夫·張伯倫與薩·歐里佛·洛茲校長共同完成。約書亞·梅森爵士的遺產—美人魚，則被放在盾形校徽紋章的右側；盾形校徽左側則是雙頭獅。伯明罕大學也是英國第一所公民大學、第一所校園型大學、第一所提供女子宿舍的大學、第一所成立商學院的大學、第一所授予牙醫學位的大學、第一所建立專屬學生會的建築物的大學。
1905至1908年之間，創作威風堂堂進行曲（又譯威風凜凜進行曲）的作曲家愛德華·艾爾加成為首任音樂系佩頓講座教授，其手稿遺產可在伯明罕大學特藏室供研究用途檢閱。
學校行政大樓阿斯頓韋伯建築群的大廳，於第一次世界大戰轉型為第一所南方綜合醫院，安放520張床位，收容過125,000人。

### 擴張時期

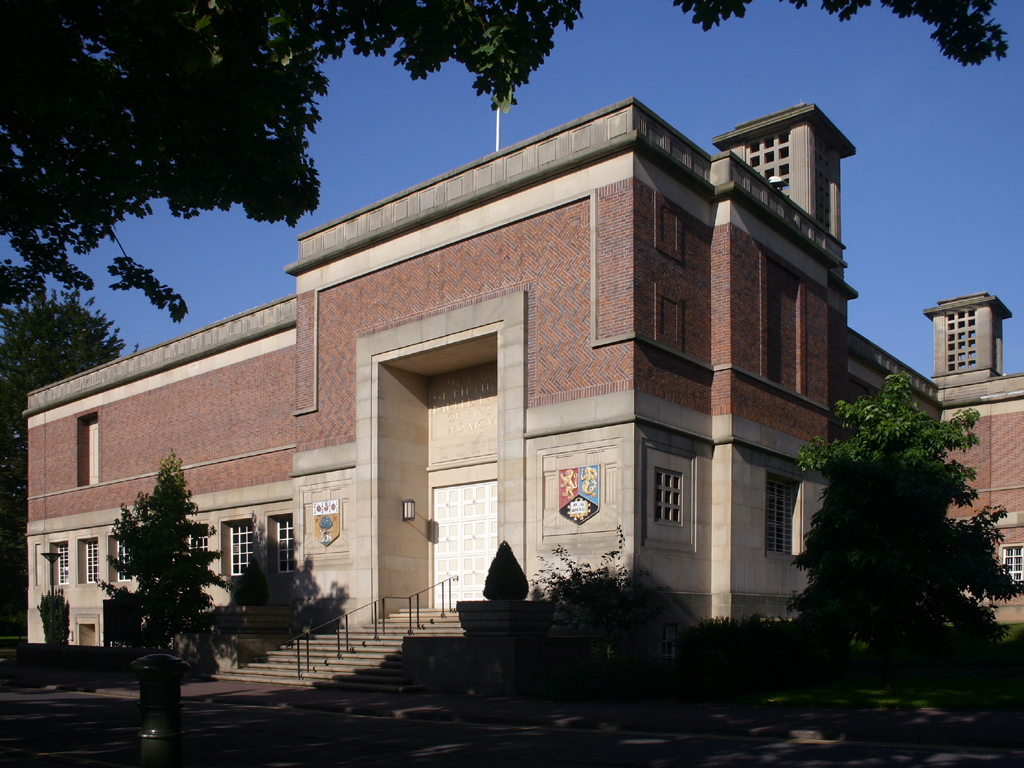
巴伯艺术学院

1939年，羅伯·阿特金森設計的巴伯艺术学院開幕。
1956年，英國開課最久的核子科學反應堆物理碩士課程也在伯明罕大學開課。同一年，全世界第一座商轉的核能發電廠在英國坎布里亞郡的考爾德大樓開始營運。
1957年，休·卡森爵士和內維爾·康德（Neville Conder）受伯明罕大學委託，在1900年原本的校地進行校園總體規劃，將未完工的校園規劃完成。在1960年代，開始進行擴張，興建為數眾多的建築群，也擴展校園的版圖。1963年，伯明罕大學協助羅德希亞大學（今辛巴威大學）聯合成立醫學院。兩校仍各自獨立，但至今仍有密且往來，並且有交換學生課程。
此外，伯明罕大學也協助創立基爾大學（前北斯塔福德大學學院）和華威大學。伯明罕大學前副校監（實際的行政校長）羅伯特·艾特肯爵士在協助華威大學創立的過程中，扮演著相當於教父的角色。因為原本的計畫當中，是在科芬特里周邊成立一所大學學院。但是他向大學評議委員會建議成立一所獨立大學機構，於是設立華威大學。

### 科學發現與重要發明
長久以來，伯明罕大學在科學界都有重大突破與發明。1925至1948年之間，沃爾特·霍沃思爵士擔任化學系教授兼系主任。1947至1948年，他也被指定擔任科學研究院院長以及副校長。他的主要研究專長是碳水化合物化學，並且證實一連串光學活性糖分的結構。1928年，他導出結論並證實麥芽糖，纖維二糖，乳糖，龍膽二糖，蜜二糖，龍膽，棉子糖的結構，以及醛糖的葡萄糖苷環狀的互變異結構。他的研究有助於定義澱粉、纖維素、糖原、菊粉、木聚糖的分子結構。他的貢獻也協助解決了菌絲多醣體的問題。他在1937年榮獲諾貝爾化學獎。
物理系約翰·藍道爾爵士、哈利·布特、詹姆士·謝耶斯合作改良多腔磁控管，使得美國分米級別的雷達技術突飛猛進，進而幫助同盟國贏得二次世界大戰。
物理學家马克·奥利芬特在1943年提議建造質子同步加速器，然而當時他並沒有主張機器能否運轉。後來1945年穩定機制被發現，隨後計畫重新啟動，並且在此校開始產生了1GeV電子伏特。然而，由於當時並無發現，而當時美國布魯克黑文國家實驗室想全力超越，因此趕在1952年將質子同步加速器Cosmotron Cosmotron完全運轉，比伯明罕大學在1953年才完全運轉的機器還要早。
1947年彼得·梅達沃教授被任命為此校的梅森動物學講座教授。他投入移植免疫耐受現象研究，他與羅伯特·E·比令翰合作研究牛隻的植皮與染色。他們成功使用植皮技術區分牛隻的同卵雙生和異卵雙生。他們把先前的R. D. Owen的研究成果納入綜合考量，得到結論是主動獲取的同種耐受度可以用人工重製。彼得·梅達沃因為的研究出色，而被選為皇家學會院士，並且在1951年離開伯明罕前往倫敦大學學院任教。他在1960年榮獲諾貝爾生理學或醫學獎的殊榮。

### 近期歷史
英國廣播公司(BBC)主辦的首次電視大選辯論會，最後一回合辯論場地是在2010年4月29日於此校行政大樓阿斯頓韋伯建築群的大廳舉行。此校運動場也作為2012年夏季奧林匹克運動會的牙買加田徑代表隊訓練營場地。

## 校區

### 愛居巴斯頓校區

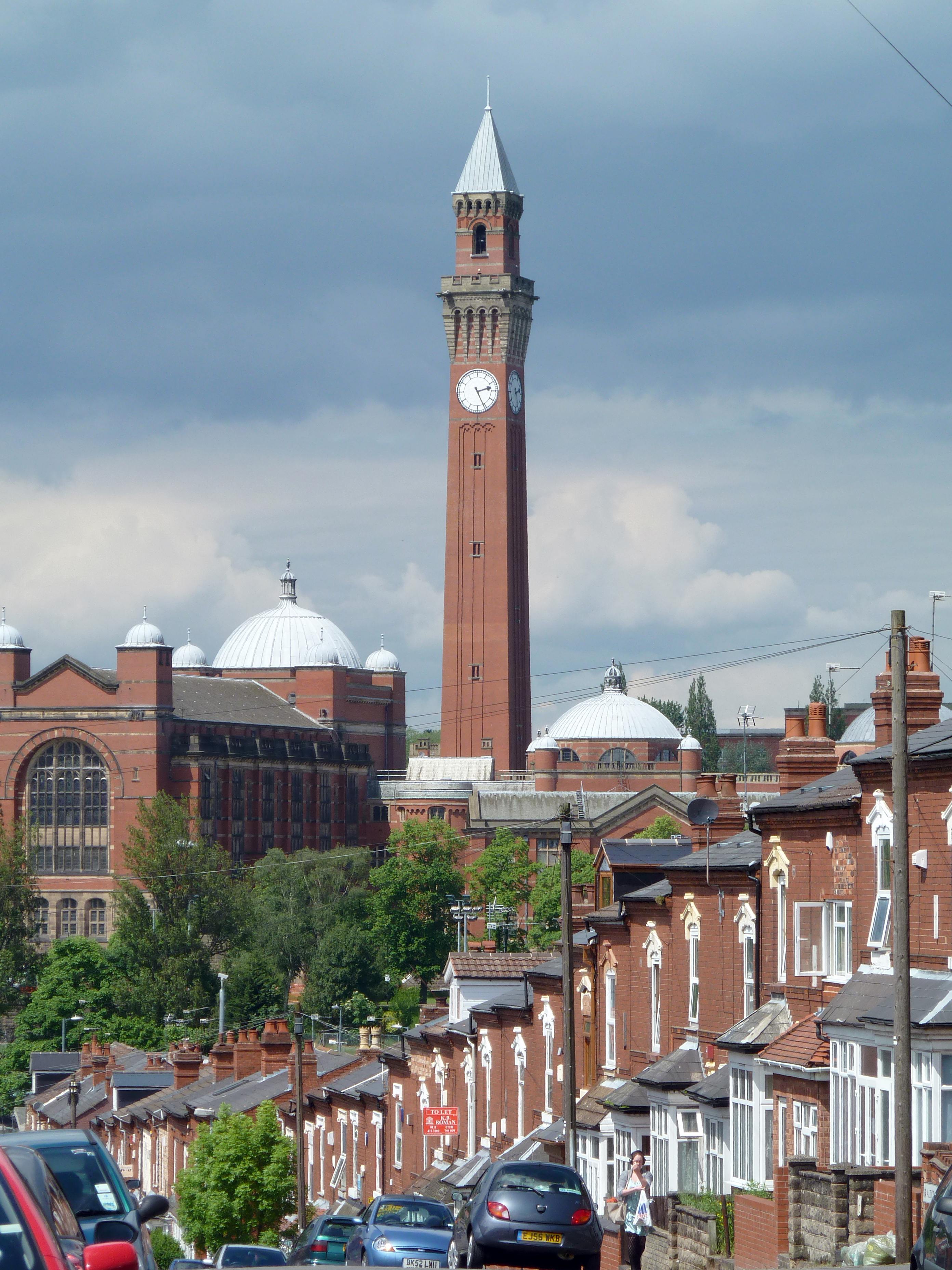
大学主校区，标志性建筑为名为“Old Joe”的钟楼

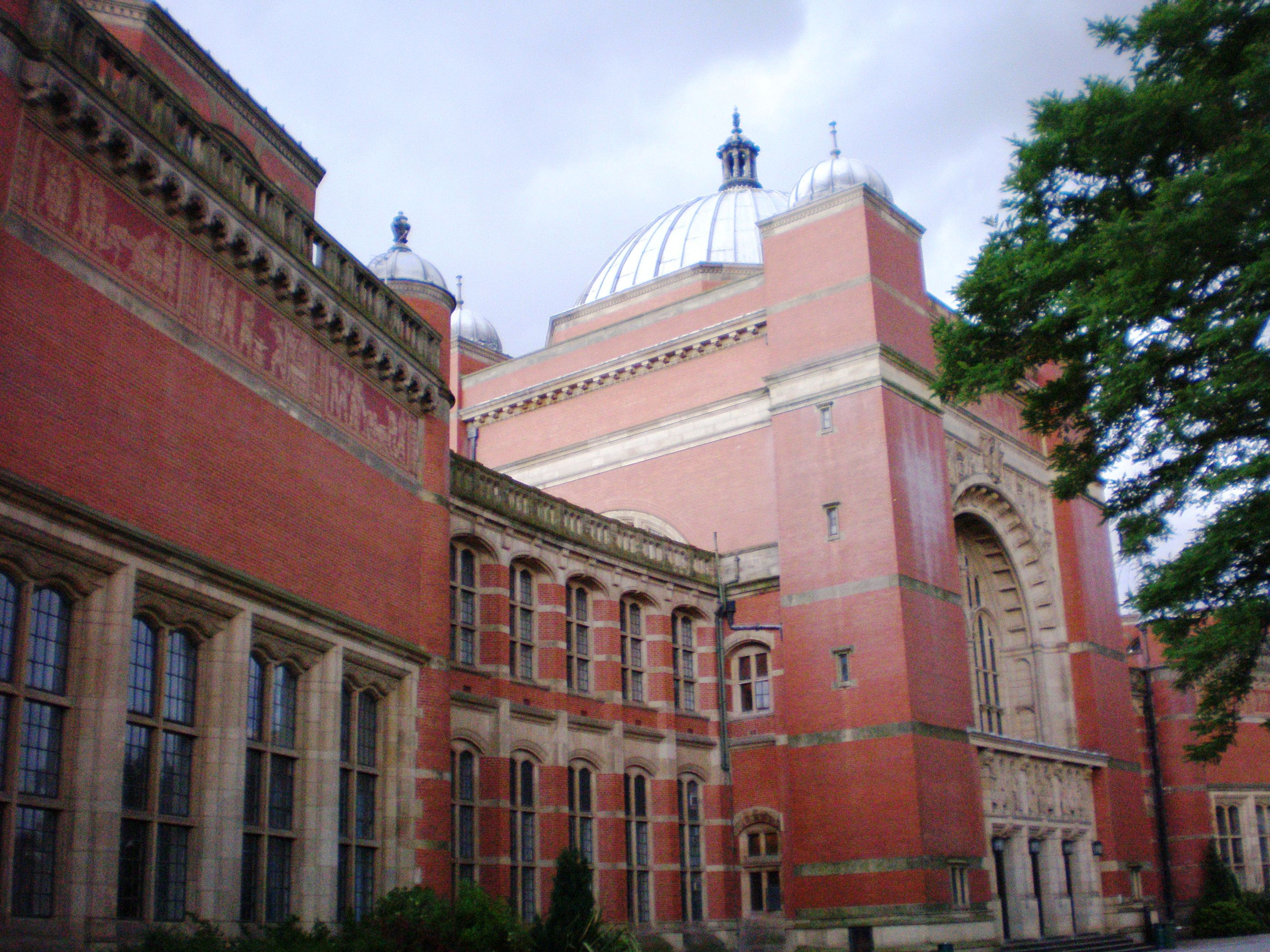
阿斯顿韦伯大楼

主校區位於伯明罕市愛居巴斯頓區（Edgbaston），在伯明罕市中心西南方4.8公里(3英里)。面積約1平方公里。
1900年卡索洛普勛爵贈地給新成立的伯明罕大學，當時佔地25英畝（100,000平方公尺）。此外，鋼鐵富豪暨慈善家安德魯·卡內基捐款£50,000興建核心建築群，以建立第一流的理學院，並參考康乃爾大學校園規劃設計而成。查爾斯霍克洛夫爵士也提供贊助基金。
伯明罕大學在1960年代經歷擴張時期，大學中心以及員工之家（Staff House）先後建於1961、1962年，阿敘利大樓（Ashley Building）則是於1965年建成。另外繆爾黑塔（香港學生匿稱：梅頭大廈，Muirhead Tower）則是1969年落成，以紀念此校首位哲學教授J. H. Muirhead，數十年後更新，在2009年整建完畢。
2013年布拉莫音樂廳（Bramall Music Building）落成，坐落於阿斯頓偉伯大樓建築群中，是該建築群當中最後一棟完成的建築物，實現了1909年創校校長約瑟夫·張伯倫的校園規劃願景。共有450個座位，作為教學與表演場地，也是音樂系館。
2011年8月9日，學校宣布1億7,500萬英鎊的總預算，進行校園重新規劃，工期到2017年完全結束。總圖書館將會拆除，並且在原地西側建立新館，因此從北門（North Gate）到鐘塔之間的中軸線將會恢復為創校時期的樣貌。2011年小南門（Grange Road Gate）外新建一條聯外道路，道路與伯恩小溪（Bourn Brook）之間的狹長型土地由維多利亞宿舍集團興建宿舍「維多利亞舍堂第三期」（Victoria Hall Phase 3）。此外，谷地宿舍村（The Vale Village）的張伯倫舍堂大樓（Chamberlain Tower）在這段期間拆除與新建住宿大樓。
1978年跨城線上的大學車站開始服務伯明罕大學以及其附屬醫院，是全英國境內唯一在大學校園內設站的火車站。到伯明罕市中心只隔一站五街道。
校區內還有佔地24,000平方公尺（2.4公頃）的冬流溪花園，是愛德華時代藝術與工藝美術運動風格的花園。
愛居巴斯頓校區西門（West Gate）還有一座巨型雕塑「法拉第」（Faraday），是愛德華多·包洛奇爵士送給伯明罕大學的禮物。雕塑基座四周刻著1960年諾貝爾文學獎得主T·S·艾略特的摘錄詩句。
拉普沃茲地質學博物館以此校前身梅森理學院和伯明罕大學的首位地質學教授查爾斯·拉普沃茲為名。此博物館位於行政大樓阿斯頓韋伯建築群當中，校園地圖代號：R4。
從2007年11月農貿市場在主校區開始實施，此校也是全英國第一間大學實施農貿市場。
伯明罕大學於2017年初開始了綠色校區計劃，並於2019年初完工。

### 賽利橡樹校區
賽利橡樹校區（Selly Oak）位於主校區南方大約2.5公里。前身是九所學校聯盟，包含神學、社會工作以及師資培訓。這些學校過去一直與伯明罕大學有關連，直到2001年新圖書館奧查德學習資源中心（Orchard Learning Resource Centre）開放，許多學校相繼關閉，其中西山學院（Westhill College）同年併入伯明罕大學教育學院。另外現存只剩兩所學校：伍德布魯克學院（Woodbrooke College）和菲爾克洛福特學院（Fircroft College）。伍德布洛克學院提供基督新教貴格會碩士課程，是歐洲唯一的貴格會研究中心。菲爾克洛福特學校則是一所小型成人教育學校，提供食宿。
此校區也是劇場藝術學系的所在地，在原本的賽利橡樹學院（Selly Oak College）的圖書館與喬治吉百利紀念廳有200個座位的小劇場。英國廣播公司（BBC）的日間電視劇《醫生》便是在此校區拍攝。
2015年伯明罕大學在本校區成立附屬中學，有正規中學六年(11-16歲)，也有預備升大學的第六學級兩年課程。2016年共有1768位學生申請，錄取名額為150位。

### 梅森學院校區
維多利亞時代哥德復興式建築的梅森學院校區（Mason College）座落於伯明罕市中心。原本是藝術與法律學院的位址，1959-1961年新館陸續在愛居巴斯頓校區建成之後，遷移到現在的主校區。1962年梅森學院校區拆除，部分改為道路，部分改為伯明罕城市大學的音樂學院。

## 学术
伯明罕大學是英国頂尖大學之一，學術地位甚高。世界大学排名稳居前100名，英国大学排名稳居前20名。

## 組織

### 學術部門
2008年伯明罕大學組織再造為五個學院（College），每个學院底下另設几个或若干下屬學院（School）
- 文科與法律學院 ：英語, 戲劇與美國加拿大研究學院; 歷史與文化學院; 語言、文化、藝術史與音樂學院; 伯明罕法學院; 哲學、神學與宗教學院
- 工程與物理學院 :化學學院; 化工學院; 電腦科學學院; 數學學院; 冶金和材料學院; 物理和天文學院; 工学院（工学院下设三个系：電子、电气与系统工程系；土木工程學系;  機械工程系;）
- 生命與環境科學學院 ：生物科學學院; 地球科學學院, 地球與環境科學學院; 心理學院; 體育和運動科學學院
- 醫學與牙科學學院 ：癌症科學學院; 臨床和實驗醫學學院; 牙科學院; 健康與人口科學學院; 免疫和感染學院
- 社會科學學院 ：伯明罕商學院; 教育學院; 政府與社會學院

### 伯明罕大學天文台
1980年代初期，伯明罕大學在主校區南方8公里處選定大學運動場旁興建天文台。因為此處夜空比主校區還要暗100倍，光害較輕。1984年6月13日正式由皇家天文學家法蘭西斯•格拉漢－史密斯爵士揭幕。天文台主要用於大學部教學，共有兩台設備：一台是卡塞格林反射鏡、一台是米德儀器LX200R。

### 校徽
原本的校徽始於1900年創校時使用，左側是雙頭獅、右側是雙手持一鏡一梳的美人魚。這也是前身梅森理學院的校徽。
伯明罕大學自2005年重新設計校徽，將1980年代就提議的簡化版本，改為更精緻的版本，以顯示擁有皇家特許狀的大學身分。

### 此校位於校區外的系所
- 雷蒙·普利斯特里中心：位於湖區，用於戶外運動和田野調查。
- 莎士比亞研究中心 ：位於埃文河畔斯特拉特福，研究威廉·莎士比亞和英語文藝復興時期文學。
- 鐵橋研究中心 ：位於特爾福德近郊，研究文化資產保護。

## 諾貝爾獎獲得者
歷年諾貝爾獎獲得者名單如下：
- 弗雷澤·斯托達特爵士
- 戴維·索利斯
- 約翰·科斯特利茨
- 弗朗西斯·阿斯頓
- 沃爾特·霍沃思爵士
- 羅伯特·塞西爾，第一代切爾伍德的塞西爾子爵
- 彼得·梅達沃
- 莫里斯·威爾金斯
- 約翰·范恩
- 保羅·納斯
- 彼得·布洛克